# Балка Парна

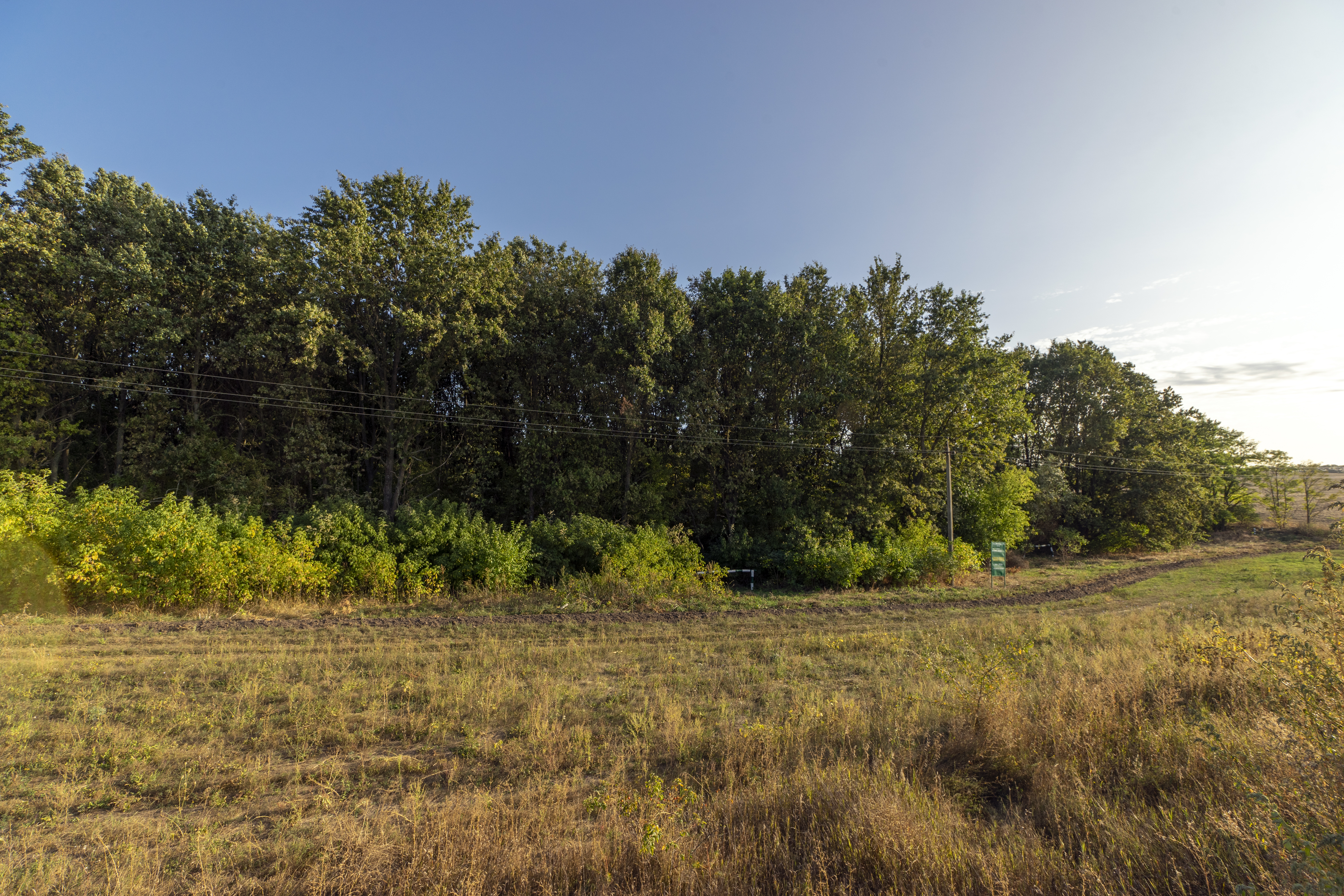

Ба́лка Па́рна — лісовий заказник місцевого значення в Україні. Розташований у межах Верхньодніпровського району Дніпропетровської області, на південь від села Павлівка. Неподалік від заказника проходить автошлях Н08. 
Площа 361 га. Статус присвоєно 1990 року. Перебуває у віданні: Верхньодніпровський держлісгосп (Бородаївське лісництво, кв. 21-23, 46, 50). 
Це найбільший за площею і наймолодший за часом створення заказник Верхньодніпровщини.

## Етимологія назви
Назву отримав за назвою одного з вибалків у системі балки Жидової, хоча територія заказника охоплює всю цю яружно-балкову систему. Вона, у свою чергу, є найбільшою правою притокою Бородаївської балкової системи. «Парною» балку називали в давнину тому, що тут заготовляли особливу деревину, з якої на місці «випарювали» гнуті дерев'яні заготівки — ободи для коліс, клепки, коромисла.

## Характеристика
Тут споконвіку існували дубові ліси. Про це свідчить останній віковічний дуб — патріарх Верхньодніпровських лісів. Він правдиво вважається одним із найтовщих дубів на правобережжі Дніпропетровської області, а його вік — бл. 350 років. І біля дуба, і подекуди в інших відрогах балкової системи збереглися фрагменти цінних байрачних дібров природного походження, однак більшу частину заказника засаджено штучно. Крім малоцінних посадок із білої акації тут є достатньо великі за площею дубові, дубово-ясенові та дубово-кленові деревостани. 

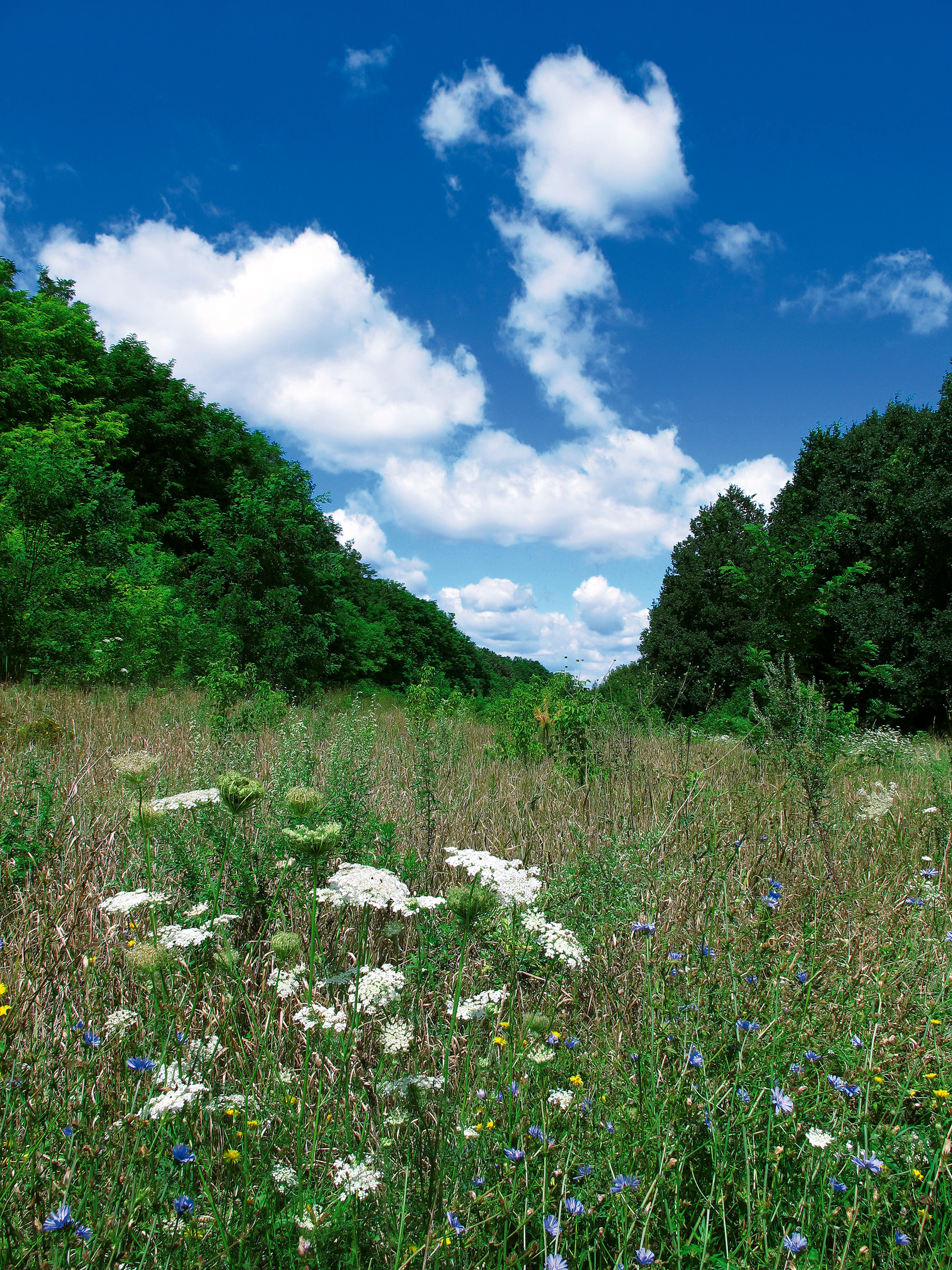
Тальвег балки у лісовому заказнику «Балка Парна»

У сприятливіших лісорослинних умовах хоча й дуже поступово, але формується справжній лісовий мікроклімат і відбувається процес натуралізації екосистем. Широкий тальвег головної балки здавна був розораний, і дотепер тут вирощують кукурудзу, ячмінь, інші польові культури. Під час сильних злив або після сніжних зим вода тече по всьому тальвегу, не знаходячи собі річища поміж ріллею. Невеликі клаптики, де збереглася дика трав'яниста рослинність, з весни й до пізньої осені рясніють різнобарвними квітами. Тут зростає декілька видів дивини, астрагалів, горошків, чин, дзвоників. 
Квіти приваблюють сотні різних комах, серед яких є дуже рідкісні види. Під наметом лісу чимало реліктових і таких, що перебувають на межі ареалу, видів тіньолюбних комах та інших безхребетних. Подекуди трапляється чоловіча папороть, у лісі різних чимало видів грибів. Тут знаходять притулок усі типові для степових байрачних лісів види хребетних тварин. 
Справжньою окрасою заказника є порослі мохом віковічні глоди з чудернацькими переплетеннями ствобурів та гілля.